# حصن ناصر أهل احمد

تعديل مصدري - تعديل

حصن ناصر أهل احمد هي إحدى قرى عزلة أحور بمديرية أحور التابعة لمحافظة أبين، بلغ تعداد سكانها 244 نسمة حسب تعداد اليمن لعام 2004.